# Yuri Standenat
Yuri Wolfgang Standenat (* 1940) ist ein ehemaliger österreichischer Diplomat.

## Leben
Yuri Standenat ist der Sohn von Inge Kichniawy und Heinz Standenat. 1960 machte er Matura am Lycée Français de Vienne, studierte die Rechtswissenschaften, wurde zum Doktor der Rechte promoviert und trat in den auswärtigen Dienst. 1975 wurde er als Botschaftssekretär erster Klasse nach Dakar zu Botschafter Udo Ehrlich-Adám entsandt. 1977 wurde er zum Legationsrat erster Klasse befördert und an die Mission in Kinshasa, Zaire gesandt.
Von 1981 bis 1986 war er als Botschaftsrat in der Botschaft in Mexiko, wo er bei den Regierungen von Costa Rica, Honduras und Nicaragua konsekutiv akkreditiert war. Von 1994 bis 1999 war er Botschafter in Havanna.
Von 2000 bis 2005 war er Botschafter in Buenos Aires und war auch bei der Regierung von Paraguay akkreditiert.
Yuri Standenat wurde 2005 in den Ruhestand versetzt und am 25. September 2006 in den Orden des Befreiers San Martin aufgenommen.

## Auszeichnungen
- 2006: Großes Silbernes Ehrenzeichen für Verdienste um die Republik Österreich[4]